# Château du Belvédère (Belgique)
Pour les articles homonymes, voir Château du Belvédère (homonymie) et Belvédère.
Le château du Belvédère (en néerlandais : Kasteel Belvédère), situé dans la commune belge de Bruxelles-ville en région bruxelloise, a été construit en 1788 dans le style néo-palladien alors en vogue en Europe. Son architecte, Antoine Payen l'Aîné, a dessiné d'autres châteaux dont celui de Laeken. Depuis 1959, c'est la résidence d'Albert II et Paola de Belgique.

## Situation
Le château du Belvédère se trouve à Bruxelles-ville, capitale de la Belgique située en région bruxelloise, dans le nord de cette dernière. Avec le château de Laeken, il est l'un des monuments royaux les plus représentatifs de Belgique et du parc de Laeken.

## Origine
Il fut construit en 1788 pour Édouard de Walckiers, receveur général et conseiller des Finances des Pays-Bas autrichiens par l'architecte Antoine Payen l'Aîné inspiré par la Villa Capra de Vicence, œuvre du Palladio. Il n'était à l'origine qu'un pavillon de campagne avec une vaste rotonde, sur un lieu-dit coteau de Caillou.
Vivant en exil à Paris, Édouard de Walckiers s'empêtre dans la débâcle de la révolution brabançonne qu'il finance en vain et meurt ruiné. Sa demeure laekenoise, d'un classicisme épuré, est vendue par ses héritiers à Jean-Baptiste Cartinel. Ambitieux, ce dernier agrandit la propriété à 8 hectares et la surnomme désormais le petit Laeken. 
À son décès, en 1854, elle est rachetée par François-Philippe de Haussy (1789-1869). Avocat, homme d'affaires hennuyer et premier gouverneur de la Banque nationale de Belgique. Très fortuné, il agrandit l'arrière de la villa, y ajoute des annexes et un belvédère à coupole, d'où découle la dénomination actuelle de l'immeuble.

## Entrée dans le patrimoine royal belge

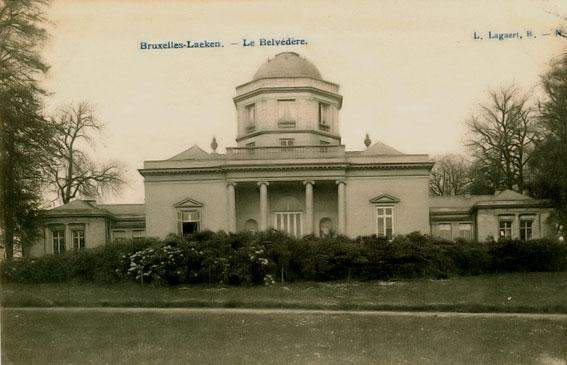
Château du Belvédère vers 1900.

Le 29 octobre 1867, aux termes de longues négociations toujours empreintes de courtoisie, le domaine est racheté pour 500 000 francs-or (env. 4,53 millions d'€ au cours de l'or le 6 novembre 2013) par Léopold II.  Alors que le roi avait d'abord songé à y installer sa sœur, l'impératrice Charlotte, pendant la saison d’hiver, Haussy y séjournera finalement jusqu'à sa mort. Un peu plus tard, Léopold II, qui n’envisage plus d'usage particulier pour la propriété, accepte de l'amputer largement au profit du parc royal de Laeken.
Les souverains y ont vécu pendant les restaurations du château de Laeken, victime d'un important incendie en 1890. Le Belvédère devient propriété de la Donation royale en 1903. Au début du XXe siècle, le Belvédère est occupé par la princesse Clémentine (fille cadette de Léopold II et de Marie-Henriette) avant son union avec le prince Victor Napoléon. Lors de l'Exposition universelle de 1958, il sert de lieu de réception pour le commissaire général, le baron Moens de Fernig, et abrite l'administration chargée d'organiser l'événement.
Resté propriété de la Donation royale, le château du Belvédère est la résidence principale du prince Albert et de la princesse Paola de Belgique depuis leur mariage en 1959. C'est là que sont nés leurs trois enfants : le prince Philippe en 1960, la princesse Astrid en 1962 et le prince Laurent en 1963. La demeure est réputée pour son élégance et son raffinement.
Lors de leur accession au trône en 1993, le roi Albert II et la reine Paola ont émis le désir de ne pas quitter le château du Belvédère, où ils vivaient depuis plus de trente ans. Ils organisent leurs réceptions officielles au palais royal de Bruxelles et au château de Laeken.